# Gieterzandvoort
Gieterzandvoort est un hameau dans la commune néerlandaise d'Aa en Hunze, dans la province de Drenthe.